# Kozacki Dywizjon Rozpoznawczy
Kozacki Dywizjon Rozpoznawczy (niem. Kosaken-Aufklärungs-Abteilung) – oddział wojskowy złożony z Kozaków podczas II wojny światowej.
Oddział powstał na bazie kozackiego oddziału partyzanckiego Nikołaja G. Nazarienki, który od końca września 1941 r. walczył z Sowietami w rejonie Rostowa nad Donem. 16 października Kozacy zajęli przeprawę na rzece Mius, zamierzając utrzymać ją do czasu nadejścia wojsk niemieckich. Z kierunku Taganrogu partyzantów zaatakował od tyłu batalion Armii Czerwonej wzmocniony tankietkami i samochodami pancernymi, ale od zagładu uratowały ich niemieckie oddziały zmechanizowane XIV Korpusu Pancernego gen. Gustava Antona von Wietersheima, które przerwały obronę sowiecką na północ od Nowonikołajewska. Po rozmowach z Niemcami oddział N. G. Nazarienki wszedł w skład korpusu jako Kozacki Dywizjon Rozpoznawczy. Był to jeden z pierwszych oddziałów kozackich w służbie niemieckiej. Uczestniczył w zajęciu Taganroga i Rostowa nad Donem. Na przełomie 1941/1942 r. zajmował pozycje w rejonie miasteczka Nowyj Sanbek, wykonując wypady na sowiecką stronę frontu. Pod koniec lipca 1942 r. brał udział w ponownym zdobyciu Rostowa nad Donem, po czym został podporządkowany niemieckiej 1 Armii Pancernej, działającej na północnym Kaukazie. Podczas walk w rejonie wsi Diwnoje nad rzeką Manycz sotnik N. G. Nazarienko został ranny. Po wyleczeniu jego oddział wszedł w skład 16 Dywizji Zmotoryzowanej, atakującej w kierunku Morza Kaspijskiego. Następnie jego oddział został przeniesiony do Stalingradu. Kozacy brali udział m.in. w ciężkich walkach o fabrykę traktorów. Następnie walczyli w okolicach Rynok i Orłowki. 18 listopada skierowano ich w rejon styku niemieckiej 6 Armii i rumuńskiej 3 Armii, gdzie w rejonie chutora Mielo-Kletskij mieli prowadzić działania rozpoznawcze. Jednakże z powodu sowieckiej kontrofensywy Kozacy zostali zmuszeni do odwrotu pod Stalingrad, skąd z dużymi stratami udało im się w poł. grudnia wyrwać. 19 grudnia dołączyli do grupy bojowej płk. Helmutha von Pannwitza. Pod koniec lutego 1943 r. oddział przeniesiono na Ukrainę, gdzie w rejonie Chersonia został rozformowany, a jego żołnierze zasilili formowaną w Mławie 1 Kozacką Dywizję Kawalerii.